# Massapê
Massapê é um município brasileiro do estado do Ceará. Localiza-se no território de Massapê o açude Acaraú Mirim. Sua população, conforme o Censo do IBGE 2022, é de 37.697 habitantes.
Até 1899 o município denominava-se "Vila da Serra Verde".

## História
As terras da Serra da Meruoca e arredores, nas quais o atual município de Massapê situam-se nas terras nas quais habitaram os índios Anacés, Tacari-Arariu e Tabajara.
Um dos fatores de fixação populacional do povoamento de Serra Verde (Massapê), foi a volta e o investimento dos "Paroaras" (cearenses que imigraram para a Amazônia durante a seca de 1877 e trabalharam no primeiro Ciclo da Borracha, que voltaram bem-afortunados).
Um segundo fator de fixação foi a construção da Estrada de Ferro de Sobral-Camocim e da inauguração da Estação de Trem de Massapê em 31 de dezembro de 1881.

## Subdivisão
O município é dividido em 6 distritos: Aiuá, Ipaguaçu (antigo Acaraú-Mirim), Mumbaba, Padre Linhares (Antigo povoado de São Luiz, foi transformado em distrito através da Lei n° 1 153, de 22 de Novembro de 1951. É um distrito localizado na zona urbana do município de Massapê-CE. Com uma população significativa, a economia do local se caracteriza pela agricultura e comércio. A história dessa localidade tem início com a implantação de uma capela na zona rural de Massapê, como santo padroeiro da igreja foi escolhido e determinado como S. Luiz de Gonzaga, santo que passou a ser utilizado como nome da localidade. Com a implantação da capela as pessoas começam a povoar essa região que passou a se desenvolver de forma gradativa e se tornar um distrito do município de massapê), Tangente e Tuína.

## Geografia

### Clima
Tropical quente semiárido com pluviometria média de 765,1 mm com chuvas concentradas de janeiro a abril.

### Hidrografia e recursos hídricos
As principais fontes de água são os rios: Acaraú e Tucunduba, Riacho Caranguejo e Açude Acaraú Mirim (atualmente com 46 milhões m³). Existem dois principais rios totalmente ou essencialmente localizados no município: Rio Contendas e Rio Raiz (Rio do Canto). Todos eles nascem em regiões de relevo mais elevado no noroeste, como Serra da Meruoca e região de Aiuá. O Rio Contendas é o que tem seu percurso atravessado pela cidade, infelizmente com alto nível de poluição, provindos do esgoto de córregos e tubulações de esgoto estourada, mas durante o período de estiagem a cota laminar d'água é próxima a zero. Os Rios Contendas e Raiz desembocam no Açude Acaraú Mirim (o quino maior reservatório da Bacia do Vale do Acaraú, perdendo apenas para os açudes Araras - Varjota; Taquara - Cariré; Ayres de Sousa - Sobral; e  Edson Queiroz - Santa Quitéria), cujo vertedouro remete suas águas para o Rio Acaraú. Nos últimos anos a capacidade hídrica vem sofrendo uma queda na capacidade devido às erosões ocasionadas na margens de rios e represas, tornando-os cada vez mais raso. Nisso se torna fundamental a dragagem. Outro problema sério é o acentuado estado de degradação das margens dos corpos lóticos do município, que com mata ciliar desmatada ou pouco significante, acabam aumentando o estado de sedimentação do leito, o que pode interferir nas enchentes no período chuvoso intenso.

### Relevo e solos
As principais elevações são: Pico de Aiuá e Pico de São Brás, este com 992 metros acima do nível do mar.

### Vegetação
Floresta subcaducifólia espinhosa ou mata seca, e floresta subperenifólia tropical plúvio-nebular.

## Economia
Agricultura: algodão arbóreo e herbáceo, caju, mandioca. Milho e feijão. Pecuária: bovino, suíno e avícola.
Indústrias: oito (uma metalúrgica, uma de madeira, uma de bebida, 3 de produtos alimentares, 2 de vestuário, calçados e artigos de tecidos, couros e peles).

## Cultura
Os principais eventos culturais são as festas do padroeiro São Francisco e de Nossa Senhora Perpétuo Socorro.